# ラグビー (オネゲル)
交響的運動第2番『ラグビー』（Mouvements symphonique n°2 "Rugby" ）H.67は、アルテュール・オネゲルが作曲した管弦楽曲。3曲ある「交響的運動」の2番目の作品である。

## 概要
『ラグビー』と題されたこの作品は、1928年の夏にオネゲルがラグビーフットボールの観戦中に、一人のジャーナリストから「スポーツを音楽で表現できますか」と訊ねられたことから作曲につながったといわれている。作曲は同年に開始し、短期間で完成された。初演は同年の10月19日にパリでエルネスト・アンセルメ指揮、パリ交響楽団第1回定期演奏会において行われた。
3曲残されているオネゲルの「交響的運動（または楽章）」の中では、第1番『パシフィック231』が多く演奏されるのに対し、『ラグビー』と第3番は演奏されることが比較的少ない。

## 構成
短い序奏の後、トロンボーンからホルン、そして弦楽へと受けつがれる第1主題と、チェロとヴィオラ、ヴァイオリンと次第に高まっていく第2主題が2つのチームを表しており、その攻め合いが対位法の手腕によって描き出される。演奏時間は約7分。

## 楽器編成
3管編成であるが打楽器と鍵盤楽器を全く使用しない。
- ピッコロ1
- フルート2
- オーボエ2
- コーラングレ1
- クラリネット（B♭管）2
- バスクラリネット1
- ファゴット2
- コントラファゴット1
- ホルン4
- トランペット3
- トロンボーン3
- チューバ1
- 弦五部